# Túmulo do Soldado Desconhecido (Portugal)
O Túmulo do Soldado Desconhecido de Portugal está localizado na Sala do Capitulo no Mosteiro da Batalha, perto de Leiria. O túmulo contém os corpos de dois soldados da Primeira Guerra Mundial — um dos campos de batalha de Flandres e um do teatro africano — que foram enterrados lá a 6 de abril de 1921.

## Arquitetura
O mosteiro foi construído em agradecimento à Virgem Maria após a Batalha de Aljubarrota em 1385, quando uma pequena força portuguesa de apenas 6.600 homens, incluindo algumas centenas de arqueiros ingleses sob o comando do rei D. João I de Portugal e do seu general Nuno Álvares Pereira, o Santo Condestável, derrotou uma força muito maior de talvez 30.000 castelhanos e franceses; iniciando a dinastia de Avis.
O exterior do Mosteiro de Santa Maria da Vitória é feito em calcário que lentamente adquiriu uma cor ocre em algumas partes ao longo dos séculos. Destacam-se o soberbo portal manuelino da igreja matriz e a estátua equestre do General Nuno Álvares Pereira, na praça exterior do edifício. A Sala do Capítulo data do século XV com acréscimo de vitrais do século XVI. O enorme cofre foi construído por prisioneiros condenados por ser considerado muito perigoso. O espaço solene agora contém o Túmulo do Soldado Desconhecido.

## O Soldado Desconhecido
Em 1921, o mosteiro ganharia um impulso renovado como local de reflexão não só da monarquia, mas também dos militares portugueses. Tornando-se o local de descanso de dois soldados desconhecidos da Primeira Guerra Mundial.
Seguindo o sistema iniciado pelos franceses e seguido pelos demais países ao final da Grande Guerra da criação de um túmulo para todos os soldados mortos em massa nos combates industriais do conflito, Portugal decidiu criar o seu próprio Túmulo do Soldado Desconhecido. Os corpos de dois soldados não-identificados foram trazidos das duas frentes de batalha onde Portugal estivera empenhado: a Frente Ocidental e o Teatro Africano. Um soldado foi trazido de Flanders, na França, palco das operações do Corpo Expedicionário Português (CEF), e o outro veio do Moçambique Português, que travara o combate contra as forças do General von Lettow Vorbeck na África Oriental Alemã. Os dois soldados desconhecidos foram trazidos, com uma procissão de mães enlutadas de soldados mortos, usando vestes negras, que acompanharam os féretros. A oração aos dois soldados assim declamou:

"No dia 9 de Abril de 1921 foram trazidos da Flandres e da África Portuguesa para o Mosteiro da Batalha, Templo da Pátria, os dois Soldados Desconhecidos, representando em toda a sua glória os perdidos durante as expedições enviadas aos referidos teatros de operações e simbolizando o heróico sacrifício do Povo Português."

Os soldados desconhecidos foram encerrados na Sala do Capitulo, onde uma guarda de honra é mantida junto à “Chama da Pátria”, que arde continuamente graças ao azeite votivo das oliveiras portuguesas. A Guarda de Honra vigia o túmulo sob o olhar protetor do mutilado “Cristo das Trincheiras” que foi companheiro constante das tropas portuguesas na campanha de Neuve-Chapelle. O Cristo das Trincheiras, único vestígio intacto de uma provação localizada no sector português da Flandres, que ficava entre as localidades de Lacouture e Neuve-Chapelle. Este Cristo foi doado pela França a Portugal em 1958.